# FK Chlumec nad Cidlinou
FK Chlumec nad Cidlinou je fotbalový klub, který hraje od sezóny 2019/20 díky získané licenci Českou fotbalovou ligu. V sezóně 2020/21 obsadil v České fotbalové lize sk. B historické 2. místo.

## Historie
Klub byl oficiálně založen v roce 1919, ale první myšlenka založení fotbalového klubu se datuje už do roku 1902. Od roku 1983 do roku 1987 klub hraje stabilně krajský přebor. Klub vede jako vedoucí týmu Jiří Ryba. Po Rybově odchodu klub padá nejprve do I. A třídy a poté až do I. B třídy. Mezi těmito soutěžemi pendluje do sezóny 2001/02, kdy se po postupu do I. A třídy napevno usazuje až do sezóny 2009/10, kdy nečekaně opět sestupuje do I. B třídy. O rok později se však vrací zpět do I. A třídy. V sezóně 2011/12 se mužstvo umisťuje na 12. místě I. A třídy. 
V sezóně 2012/13 přichází k týmu trenér Jan Kraus a vnáší do týmu potřebný klid a chuť k fotbalu, což má za následek postup do krajského přeboru po 17 letech. V nováčkovské sezóně se týmu ujímá další exligový hráč Rostislav Macháček. Jeho štace u týmu však dlouho netrvá a po dvou prohrách 5:0 v řadě mužstvo přebírá trenér Martin Firbacher. Hned při svém prvním zápase na lavičce s týmem slaví výhru 3:2 nad celkem Dobrušky. Firbacherovi se daří klub zachránit v krajském přeboru i pro další sezónu 2014/2015. Pro sezónu 2014/15 už ale Firbacher nebude trenérem Chlumce. V pozici hlavního trenéra ho nahradí Petr Hrabík. Dvě kola před koncem podzimu Hrabíka nahradil Jan Kraus. Ten pokračoval na chlumecké lavičce i v jarní části sezóny ve které se Chlumci podařilo soutěž zachránit a potvrdit svoji účast v přeboru i pro sezónu 2015/16. V sezóně 2016/17 Kraus odchází do třetiligové Olympie a na jeho místě ho nahrazuje Petr Průcha.
Pod Průchovým vedením se klubu v podzimní části soutěže daří a končí v první polovině tabulky. Jarní část už tak úspěšná výsledkově není, ale i přesto tým končí tabulku na 7. místě tabulky s 51 body. V posledním zápase sezóny proti FK Jaroměř uzavřel svojí hráčskou kariéru u klubu Petr Černohlávek. Trenér Průcha se s klubem po sezoně loučí a odchází do konkurenčního Nového Bydžova. Jeho nástupcem se stal bývalý ligový fotbalista David Homoláč. Pod ním se Chlumci podařilo nasbírat o dva body navíc a díky tomu si v konečném účtování připsali skvělé 6. místo i díky výhře 3:2 v posledním kole na hřišti vítěze soutěže FK Náchod. Do nové sezóny však už Homoláč pokračuje jen jako hráč a na lavičku usedá Martin Firbacher, pod kterým se celku nedaří. Hlavní slabinou pro Chlumec byly hlavně venkovní utkání z nichž urvali pouhých pět bodů (výhra na p.k. v Lázních Bělohrad a výhra 4:2 v Jaroměři) se skóre 8:29. I díky tomu se po podzimní části soutěže pohybuje s 15 body a s nejhorší obranou (44 obdržených branek) až na 14. pozici. Po nepovedeném podzimu sám Firbacher odstoupil z pozice trenéra a jeho místo zaujal Petr Janský. Tomu se s klubem podařilo nakonec soutěž zachránit povedeným jarem, díky kterému Chlumec obsadil 10. místo. Statistikám převážně vévodil Jan Labík nejen jako střelec (23 gólů) ale i co se týče karetních trestů (15 žlutých a 3 červené karty). Závěr soutěže okořenilo derby s RMSK Cidlina Nový Bydžov (3:2 np vyhrál Chlumec), který se hrál před 1170 diváky, ale i před kamerami České Televize. 
Od nové sezóny se klub účastní České fotbalové ligy sk. B po odkoupení licence od SK Převýšov. V nedohraných sezónách (2019/20 a 2020/21) měl klub vždycky dobře rozehrané boje v sezóně. V sezóně 2019/20 se po šestnácti kolech umístil s 30 body na 4. místě, díky horšímu skóre za "B" týmem Mladé Boleslavi a s šestibodovou ztrátou na vítězný FK Jablonec "B". V sezóně 2020/21 se stihlo odehrát pouze osm kol, po kterých se Chlumec ocitl na skvělém 2. místě tabulky s osmnácti získanými body a pouze jednobodovou ztrátou na první SK Zápy. I proto byl před sezónou 2021/22 pasován do role velkého favorita na postup do FNL. Po skvělém vstupu, kdy po prvních šesti kolech byly dokonce na prvním místě tabulky však přišla série devíti zápasů bez vítězství, ve kterých tým získal pouze pět bodů a po podzimu mu patřilo v tabulce až 14. místo s čtyřbodovým náskokem na poslední Jiskru Ústí nad Orlicí. Na jaře se však klubu daří stoupat tabulkou, až se v konečné tabulce umístí s 42. body na 8. místě.
V sezóně 2022/23 klub přebírá jako hlavní trenér Miloš Sazima, který kádr doplnil o několik posil. Cíl byl pro tuto sezónu jasně daný. Vylepšit své postavení z minulé sezóny a to se celku povedlo. V konečné tabulce ČFL sk. B totiž obsadil tým 5. místo s 47 body

## Koupená licence od SK Převýšov
Začátkem jara 2019 dostal Fotbalový Klub Chlumec nad Cidlinou možnost odkoupit třetiligovou licenci od SK Převýšov. Převýšov totiž nedisponoval svazem požadovaným počtem mládežnických celků, což majitele klubu Jiřího Rybu nejméně 500 tisíc Kč na pokutách od FAČRu. První hlasování valné hromady, která se konala v březnu o přesunu Převýšovského klubu do Chlumce však valná hromada neodsouhlasila. Podruhé se o přesunu licence do Chlumce nad Cidlinou hlasovalo v květnu. Na této valné hromadě už bohužel návrh prošel, což znamená, že od sezóny 2019/20 bude hrát Českou Fotbalovou Ligu skupiny B, kde se utká s rezervou několika ligových týmů. Bohužel pro chlumecké diváky však slibované zápasy s rezervou Sparty a Slavie nebudou, jelikož obě pražská S jsou v skupině A. Záštitu nad tímto přesunem si vzal bývalý ligový fotbalista a bývalý trenér obou klubů Jan Kraus.

## Úspěch v MOL Cupu
Po přesunutí týmu z Převýšova do Chlumce nad Cidlinou se kromě ČFL začal v Chlumci hrát i MOL Cup, kde byl tým nasazen do 1. kola, kde jeho soupeřem byl klub SK Libčany hrající Krajský přebor, se kterým si poradil a postoupil do 2. kola soutěže po výhře 3:0.

### FK Chlumec nad Cidlinou 2:1 (1:0) 1. FK Příbram
Branky: T.Labík, Novotný – Voltr
Sestava: Dunda – Veselka, Jarkovský, Havel, Žahourek – Sedláček (22. Koubek), J. Labík – Novotný, J. Kučera (76. Korba), T. Labík – Bastin (83. Kopáč).
Ve 2. kole poháru na ně čekal první celek z Fortuna Ligy Starkova Příbram. Chlumec vstupoval do zápasu jako outsider, přesto dokázal jít ve třinácté minutě do vedení gólem Tomáše Labíka. Ve druhém poločase sice hosté srovnali díky brance Radka Voltra na 1:1. Ale i přes tento vyrovnávací gól a nepřízeň rozhodčích nakonec v poslední minutě rozhodl o postupu svým životním gólem Jan Novotný a poslal Chlumec do 3. kola, kde vyzvali další ligový celek. Bohemians Praha 1905.

### FK Chlumec nad Cidlinou 2:1 (1:0) Bohemians Praha 1905
Branky: Jarkovský, Bastin – Vodháněl
Sestava: Petr – Špidlen, Jarkovský, Havel, Žahourek – Koubek – Veselka (65.Novotný), Čáp, Kučera (55. Kopáč), T. Labík – Bastin (90+1. Korba)
3. kolo do Chlumce přivedl celek z Vršovického Ďolíčku. Zápas ovšem pro favorita z Vršovic začal tragicky. Hned v první minutě dal první gól zápasu Jakub Jarkovský ze standardní situace a kat Slavie z roku 2011 sestřelil druhý Vršovický klub. A s klokany mohlo být ještě hůř, kdyby Tomáš Labík v 16.minutě proměnil pokutový kop. Jinak ale Chlumec ligového soupeře přehrával a byl lepší. Přesto se Bohemce podařilo vstřelit vyrovnávací gól zásluhou Jana Vodháněla a zdálo se že zápas směřuje do prodloužení. Všechny debaty o prodloužení ale utnul v 87.minutě Tomáš Bastin a posunul Chlumec do Osmifinále MOL Cupu. Zápas měl pak nepříjemnou dohru v kabinách, kdy neudržel své nervy na uzdě tehdejší trenér Bohemians 1905 Martin Hašek a poničil dveře od kabin.

### FK Chlumec nad Cidlinou 3:4pp (1:0) FC Viktoria Plzeň
Branky: 2x Bastin, J. Labík
Sestava: Petr – Veselka, Havel, Jarkovský (109. Koubek), Žahourek (88. Kučera) – Novotný (69. Trávníček), Kopáč, Čáp, T. Labík – Korba (80. J. Labík) – Bastin.
V osmifinále se zázraku z České fotbalové ligy postavil celek Viktorky Plzeň. Na Vrbovi svěřence se na stadión přišlo podívat rekordních 3893 diváků. Hned od začátku viděl něco neuvěřitelného. Favorit z Plzně hned od začátku tahal za kratší konec. Vše vyvrcholilo ve 20.minutě kdy přihrávku Tomáše Labíka dokázal zúročit Tomáš Bastin a outsider vedl 1:0. Další branku mohl přidat o osm minut později Korba, ale tváří v tvář si před Kozáčikem ukopl míč. Plzeň mohla na závěr poločasu vyrovnat, ale Mihálik mířil vedle.
Ve druhém poločase přišla pro Vrbovi svěřence další pohroma. Ve 48. minutě nadvakrát dostal za Kozáčikova záda míč opět Tomáš Bastin a domácí vedli nad favoritem 2:0! Trenér Vrba nato reagoval v 57. minutě a do hry poslal duo Limberský - Krmenčík, což se ukázalo pro utkání jako klíčový tah. V 61. minutě se ještě Krmenčík zastřeloval. Nutno dodat že od druhého gólu začal více než podezřele sudí Berka připískávat hostujícím hráčům, což vyvrcholilo pět minut před koncem druhého poločasu, když neodpískal penaltu po zákroku na Labíka. To už hosté vedli 3:2. Dvěma góly se v 74. a 75. minutě blýsknul Michael Krmenčík. Vedoucí branku vstřelil v 83. minutě po centru Luděk Pernica a zdálo se, že i vzhledem k výkonu rozhodčího Berky je s Chlumcem konec. Nakonec se ale Chlumec dočkal vyrovnávacího gólu. V 90. minutě po chybě brankáře Kozáčika vyrovnal Jan Labík a poslal zápas do prodloužení.
V prodloužení už otěže zápasu měla plně v rukou hostující Viktoria Plzeň. První půli prodloužení se domácí ještě dokázal Chlumec udržet. Ale ve druhé půli svůj hattrick zkompletoval Michael Krmenčík a i přes sympaticky podaný výkon si Plzeň odvezla z Chlumce vítězství 4:3 po prodloužení a k tomu postup do Čtvrtfinále MOL Cupu.
I přes prohru se však Chlumec zapsal do historie MOL Cupu jako jedno z největších překvapení historie, když jako třetiligový celek vyřadil dva prvoligové celky a se třetím dokázal vydržet až do prodloužení.

## Klubové legendy
Oldřich Volejník, Karel Heger, František Hansl, Jaroslav Kárnik, Milan Mázl, Petr Černohlávek, Jan Černohlávek     

## Exligoví hráči v Chlumci
Karel Zelinka – odchovanec RMSK Cidlina a FK Chlumec odešel v dorosteneckém věku do slavné Slavie Praha, kde v dospělé kategorii nastupoval za "B" tým. Kromě toho oblékal dres Bohemians, Dynama České Budějovice, Vysočiny Jihlava a FC Hlučín. V dresu Českých Budějovic si připsal svůj jediný prvoligový zápas. Kromě toho má i několik startů v mládežnických kategoriích České Reprezentace. Momentálně hraje III.třídu v nedalekém klubu SK Klamoš.
Ladislav Doseděl – fotbalový světoběžník, který hrál v klubech jako Teplice, Brno, Dukla Praha nebo Hradec Králové má na svém kontě pouze dva ligové starty v dresu královéhradeckých Votroků. V Chlumci se objevil celkem dvakrát a to v roce 2011 a poté 2014, kdy krom hraní působil jako trenér místní mládeže
Jan Kraus – bývalý fotbalista Hradce Králové, Baníku Most, Viktorie Plzeň a Fastavu Zlín, který okusil v dresu Daegu FC i korejskou ligu sem přišel jako hrající trenér a výraznou měrou se podílel na historickém postupu Chlumce do Krajského Přeboru v sezóně 2012/13. Kraus se do klubu vrátil ještě v sezóně 2015/16 aby klub v Krajském přeboru zachránil. Kraus se do Chlumce naposledy vrátil po přesunu licence z Převýšova do Chlumce nad Cidlinou, kde působil jako trenér A-týmu. Na začátku letní přípravy 2021 svoji pozici opustil a stal se sportovním ředitelem klubu.
Rostislav Macháček – bývalý fotbalista okusil ligu v dresu Hradce Králové, Slavie Praha, Slovanu Liberec a Atlanticu Lázně Bohdaneč. Do klubu přišel jako trenérská náhrada za Jana Krause, který však v Chlumci vydržel pouze 6. kol. Poté byl nahrazen Martinem Firbacherem.
David Homoláč – bývalý fotbalista Hradce Králové,Dynama České Budějovice, Dukly Praha a Slovanu Bratislava přišel do Chlumce nad Cidlinou v sezóně 2016/17 z Libčan
Petr Průcha – bývalý fotbalista Hradce Králové a Chmelu Blšany je rekordman co se týče startů v jednotlivých soutěží. Až na III. třídu totiž odehrál minimálně jedno soutěžní utkání v každé soutěži od První ligy po IV. třídu. Jednu chvíli dělal i rozhodčího. Jeden zápas dokonce odpískal v ČFL (shodou okolností v Blšanech). Do Chlumce přišel v roli trenéra po druhém angažmá Jana Krause. Pod jeho vedením zažil chlumecký fotbal nejlepší období v novodobé historii klubu. Klub se po podzimu umístil v první polovině tabulky se ztrátou tří bodů na druhé Libčany. Celkově pak končí až sedmý. Po sezóně Průcha odchází do konkurenčního klubu RMSK Cidlina Nový Bydžov, kde působí dodnes.
Tomáš Sedláček - fotbalista, který zažil v dresu Mladé Boleslavi předkolo Ligy Mistrů i Pohár UEFA, kde svým gólem vyřadil slavný Olympique Marseille. Hrál také v Dynamu České Budějovice a v jihlavské Vysočině. Od sezóny 2019/20 se díky převedení licence stává hráčem Chlumce v třetí lize, kde patřil mezi nejzkušenější hráče týmu. Po sezóně 2020/21 však v klubu skončil a přemístil se do rodného Kopidlna.

## Stadion
Chlumecký stadion měl od roku 1953 u hřiště dřevěnou tribunu s pěti kabinami. V devadesátých letech byla zde přistavěna sociální zařízení (záchody a sprchy) s dalšími dvěma kabinami. V létě 2013 však byly tyto prostory srovnány se zemí a byla zde vybudována nová tribuna s kabinami, klubovnou, sociálním zařízením a hospodou. Na tomto stadionu Chlumec vyzval i zajímavé soupeře např. v roce 1963 Spartak Hradec Králové, v roce 1975 pražskou Duklu a v neposlední řadě v roce 1983 i internacionály ČSSR. V roce 2009 zde byla rekordní návštěva, kdy na přátelském zápase mezi Slavií Praha a Hradcem Králové bylo přítomno 2700 diváků. Tento zápas vyhrála Slavia 3:2. Při slavnostním otevírání nové tribuny v srpnu 2014 bylo na zápase s Novým Bydžovem přítomno 630 diváků, doposud stále nejvyšší návštěva sezóny 2014/15 v KP. Další rekord co se týče návštěvnosti zaznamenal v sezóně 2018/19,kdy opět při derby s Novým Bydžovem přišlo do ochozů 1170 diváků. Tento zápas se odvysílal před kamerami České Televize. Největší návštěvu zažil stadión v roce 2019 na utkání Mol Cupu, kde se místní FK Chlumec nad Cidlinou utkal s Viktorií Plzeň. Na utkání tehdy přišlo 3470 diváků.

## Klubové rekordy a úspěchy
Osmifinále MOL Cupu 2019/20 
2. místo v České fotbalové lize 2020/21
Nejvyšší výhra v krajských soutěžích: 10:2 s Týnistěm nad Orlicí (2018)
Nejvyšší prohra v krajských soutěžích: 0:6 se Ždírcem (2000) a 3:9 s Lázněmi Bělohrad (2014)
Nejvíce odehraných sezon v A týmu: Jan Černohlávek (20. sezon)

## "B" tým
Chlumecký fotbalový klub má i své B mužstvo, které bylo založeno už v roce 1955. Během těchto let se pohybovalo převážně v Okresních soutěžích. Mají však za sebou i dvě dvou roční anabáze v I.B třídě a to z konce 50. letech a následně v letech 2016 až 2018. Svojí činnost však také dvakrát na tři roky přerušuje. V roce 1997 vzniklo souklubí mezi B-týmem Chlumce nad Cidlinou a Sokolem Klamoš, které vydrželo až do roku 2014, kdy se Chlumecký B-tým osamostatnil. Po převodu licence z Převýšova do Chlumce nad Cidlinou se B-tým přesunuje na místo původního A-týmu do Krajského přeboru. V sezóně 2022/23 skončil B-tým na skvělém třetím místě, čímž si připsal nejlepší umístění v historii klubu.

## "C" tým
C tým vznikl na podzim roku 2019 poté, co do klubu převedl svoji třetiligovou licenci SK Převýšov. C tým se tak stal pokračovatelem původního B-týmu, který nahradil původní "A" mužstvo v Krajském přeboru. V sezóně 2022/23 se mu v okresních soutěžích povedlo získat double, když nejprve obhájil po roce vítězství v Okresním poháru (výhra 4:2 nad Malšovou Lhotou "B"). A poté v Okresním přeboru dokázal v posledním kole v přímém souboji o první místo porazit FK Nechanice 2:0 a vyhrát celou soutěž a následně postoupit do 1.B třídy.

## Odchovanci klubu
V chlumeckém fotbalovém klubu začínalo nebo i několik hráčů, kteří oblékali nebo oblékají dresy prvoligových i druholigových mužstev.
Václav Pilař – několikanásobný reprezentant, čtvrtfinalista EURA 2012, mistr české ligy s Viktorií Plzeň, bývalý fotbalista bundesligového VfL Wolfsburg a SC Freiburg se zkušenostmi s evropskými poháry. V současné době[kdy?] hráč FK Jablonec.
Jan Hanuš – fotbalový brankář, který prošel Slavií Praha, Hradcem Králové a Vysočinou Jihlava. V současné době brankář FK Jablonec.
Luboš Hruška – v sezóně 2008/09 oblékal dres Viktorie Žižkov, poté v nižších soutěžích hrál např. za Zlaté Moravce, Baník Sokolov a nebo Střizkovské Bohemians.
Filip Firbacher – mládežnický reprezentant který prošel stážemi ve slavném Feyenoordu a Southamptonu, hráč FC Hradec Králové v současné době na hostování v MFK Chrudim
Daniel Finěk – mládežnický reprezentant a hráč FC Hradec Králové. Do Chlumce přišel v 11. letech ze Sokola Nepolisy. Účastník ME U19 v roce 2019. V současné době je v klubu na hostování.
František Kloz – rodák z nedalekých Mlékosrb začínal svojí fotbalovou kariéru právě v chlumeckém klubu. Dále jeho kroky vedly přes Roudnici nad Labem a obě pražské S do SK Kladno, kde se stal legendou. Dnes jeho jméno nese místní fotbalový stadión.